# Sara Jay
Sara Jay (født 14. november 1977 i Cincinnati, Ohio) er en amerikansk pornoskuespiller.

## Priser og nomineringer
| År   | Pris             | Resultat  | Kategori                            | Værk |
| ---- | ---------------- | --------- | ----------------------------------- | ---- |
| 2012 | NightMoves Award | Nomineret | Best Boobs                          | N/A  |
| 2012 | NightMoves Award | Vundet    | Best Social Media Star              | N/A  |
| 2013 | NightMoves Award | Nomineret | Best Boobs                          | N/A  |
| 2013 | NightMoves Award | Vundet    | Best Social Media Star              | N/A  |
| 2013 | The Fannys       | Nomineret | MILF Performer of the Year          | N/A  |
| 2013 | The Fannys       | Vundet    | Fan Award: Thirsty Girl (Best Oral) | N/A  |